# Кубок Колодицкого
Кубок Вячеслава Колодицкого (укр. Кубок В'ячеслава Колодицького) — международное соревнование мужских бейсбольных команд. Турнир проводится с 1999 года в Кропивницком на стадионе «Диамант». Действующий победитель турнира — «Биотехком-КНТУ» (ранее называлась «КНТУ-Елизаветград»), являющийся рекордсменом по количеству побед в турнире (10 титулов). В турнире принимали участия команды из Украины, Белоруссии, России, Литвы и Молдавии.

## История

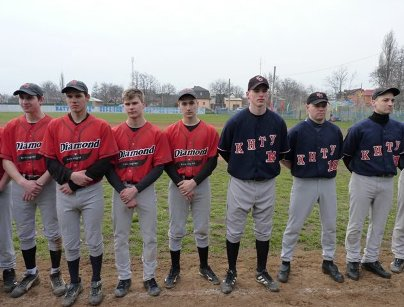
СДЮШОР-Диамант и КНТУ-Елизаветград перед началом матча, 2013 год

Турнир назван в честь Вячеслава Ефимовича Колодицкого, заместителя начальника Кировоградского облспортуправления, занимавшегося развитием бейсбола и софтбола в Кировограде, скончавшегося в 1998 году. В 1999 году прошёл первый софтбольный турнир памяти Колодицкого. На протяжении первых пяти лет проводился исключительно софтбольный турнир, в котором также принимали участие женские клубы. В 2004 году начали проводить бейсбольный и софтбольный турнир. Проводились одновременно турниры софтбольных, а также взрослых и кадетских бейсбольных команд.
Первоначально турнир был приурочен ко дню рождения Колодицкого — 15 апреля, однако со временем даты турнира сдвинулись ближе к концу месяца. Кубок Колодицкого рассматривался организаторами как предсезонный турнир перед стартом чемпионата Украины по бейсболу.
С 2004 по 2009 год победу в Кубке одерживала главная кировоградская команда — «КНТУ-Елизаветград». В 2010 году победу праздновали «Брестские зубры» из Белоруссии, одолевшие в финале сборную Молдавии. В 2012 году проходил лишь турнир кадетов. Впервые турнир не состоялся в 2014 году.
Турнир вновь возобновился в 2015 году, однако, без зарубежных команд. Игроки «КНТУ-Елизаветград» и «СДЮШОР-Диамант», были разделены на три команды — «Орлы», «Патриоты» и «Диаманты». Победу праздновали бейсболисты «Патриотов». В следующем году турнир прошёл как открытый чемпионат Кировоградской области по бейсболу памяти Вячеслава Колодицкого. Вновь из игроков двух клубов были сформированы три команды — «Елисаветград» (старше 22), «Кировоград» (18-21 год) и «Кропивницкий» (15-18 лет). Четвёртым участником стали киевские «Ангелы». Победу в турнире праздновал «Елисаветград». C 2018 года в турнире вновь участвует команда из-за рубежа — белорусский «Минск», дважды уступавший победу в финале «Биотехкому-КНТУ».

## Регламент

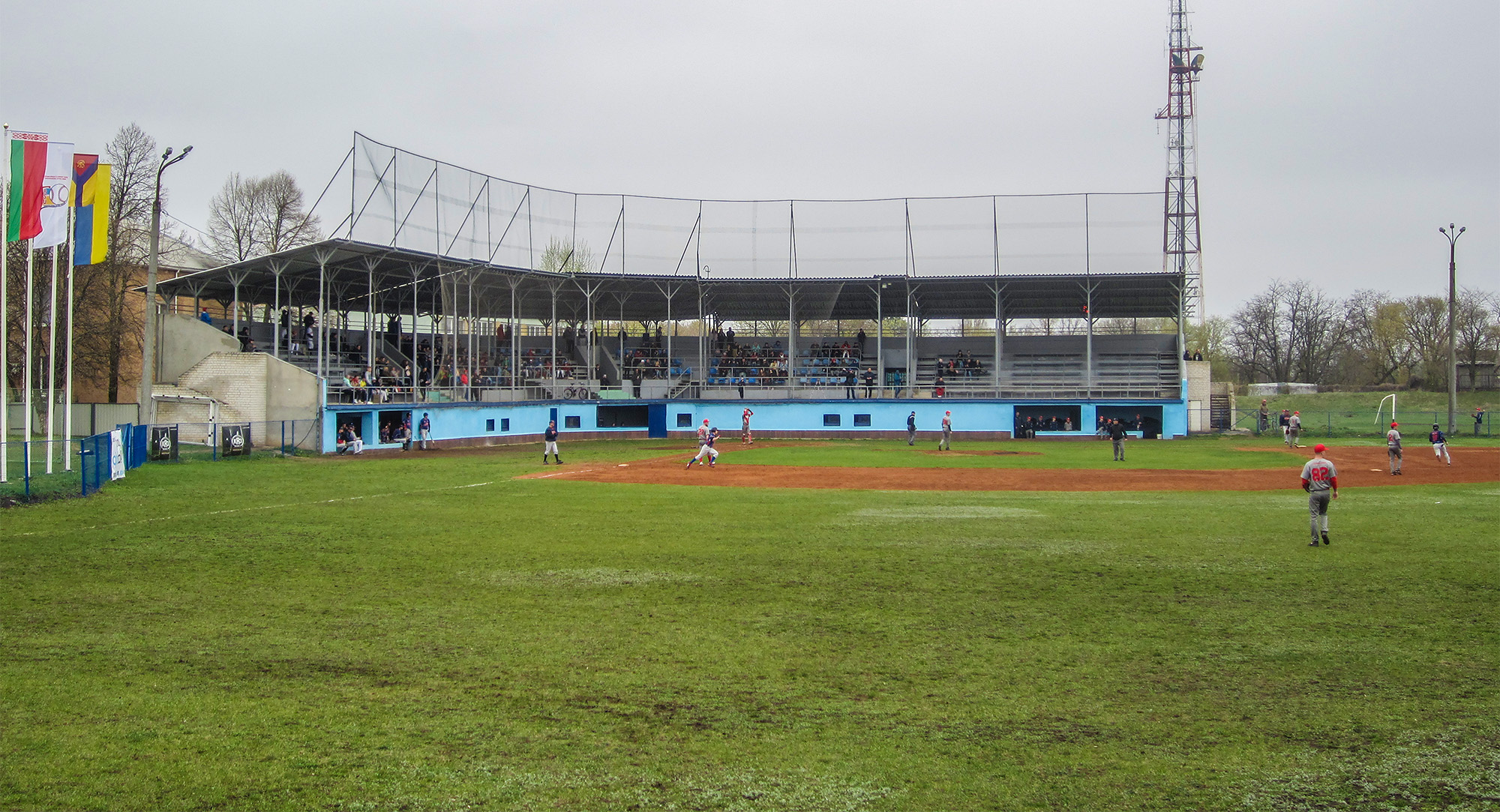
Турнир проводится на стадионе «Диамант»

В 2019 году турнир состоял из двух полуфинальных матчей, победители которых разыграли первое место в финале. Проигравшие команды проводили между собой матч за третье место.

## Результаты
| Год  | Кол-во участников                | Призёры                          | Призёры                          | Призёры                          | Призёры                          | Прим.                       |
| Год  | Кол-во участников                | Победитель                       | 2-е место                        | 3-е место                        | 4-е место                        | Прим.                       |
| ---- | -------------------------------- | -------------------------------- | -------------------------------- | -------------------------------- | -------------------------------- | --------------------------- |
| 2004 |                                  |                                  |                                  |                                  |                                  |                             |
| 2005 | ?                                | КНТУ (Кировоград)                | Брестские зубры                  | Диамант (Кировоград)             | Квинт (Тирасполь)                | [ 12 ]                      |
| 2006 | 7                                | КНТУ (Кировоград)                | Викинг (Вильнюс)                 | Брестские зубры                  | ?                                | [ 13 ]                      |
| 2007 | 7                                | КНТУ (Кировоград)                | Украина                          | Смена (Минск)                    | Брестские зубры                  | [ 14 ] [ 15 ]               |
| 2008 | 8                                | КНТУ (Кировоград)                | Брестские зубры                  | ТНУ (Симферополь)                | Квинт (Тирасполь)                | [ 16 ] [ 17 ] [ 18 ] [ 19 ] |
| 2009 | 6                                | КНТУ (Кировоград)                | СДЮШОР-Диамант                   | Квинт (Тирасполь)                | Брестские зубры                  | [ 20 ]                      |
| 2010 | 7                                | Брестские зубры                  | Молдавия                         | КНТУ-Елизаветград                | СДЮСШОР «Балашиха»               | [ 3 ] [ 21 ] [ 22 ]         |
| 2011 | 4                                | КНТУ-Елизаветград                | Квинт (Тирасполь)                | Минск                            | Диамант (Кировоград)             | [ 23 ] [ 24 ]               |
| 2012 | Проводился только турнир кадетов | Проводился только турнир кадетов | Проводился только турнир кадетов | Проводился только турнир кадетов | Проводился только турнир кадетов | [ 4 ] [ 25 ] [ 26 ]         |
| 2013 | 8                                | КНТУ-Елизаветград                | Квинт (Тирасполь)                | СДЮШОР-Диамант                   | Минск                            | [ 27 ] [ 28 ]               |
| 2014 | Не проводился                    | Не проводился                    | Не проводился                    | Не проводился                    | Не проводился                    |                             |
| 2015 | 3                                | Патриоты                         | Орлы                             | Диамант                          | —                                | [ 29 ] [ 30 ]               |
| 2016 | 4                                | Елизаветград                     | Кировоград                       | Кропивницкий                     | Ангелы (Киев)                    | [ 7 ] [ 8 ]                 |
| 2017 | 5                                | Биотехком-КНТУ                   | Биотехком-СДЮШОР                 | PG camp                          | Джмели (Киев)                    | [ 31 ]                      |
| 2018 | 4                                | Биотехком-КНТУ                   | Минск                            | Биотехком-СДЮШОР                 | Play Global                      | [ 9 ]                       |
| 2019 | 4                                | Биотехком-КНТУ                   | Минск                            | Биотехком-СДЮШОР                 | Атма (Киев)                      | [ 10 ] [ 32 ]               |

## Индивидуальные награды
MVP
- 2006 — Алексей Загорский (Брестские зубры)[13]
- 2011 — Поляков Евгений (КНТУ)[23]
- 2007 — Павел Сивиринчук (КДТУ Кировоград)[14]
- 2012 — Виталий Чухрий[33]
- 2016 — Георгий Гвритишвили (Кировоград)[8]
- 2017 — Константин Чухас (Биотехком-КНТУ)[31]
- 2018 — Илья Великий (Биотехком-КНТУ)[9]

Лучший защитник
- 2006 — Эдмайтас Жичкус (Викинги)[13]
- 2007 — Евгений Ткаченко (Атма)[14]
- 2011 — Виталий Коваленко (Квинт)[23]
- 2016 — Константин Чухас (Кировоград)[8]
- 2017 — Илья Великий (Биотехком-КНТУ)[31]
- 2019 — Владислав Косенко (Биотехком-КНТУ)[34]

Лучший отбивающий
- 2006 — Юрий Швец (КНТУ-ОШВСМ)[13]
- 2011 — Роман Лопата (КНТУ)[23]
- 2016 — Евгений Жанталай (Кировоград)[8]
- 2017 — Володимир Битяк (Биотехком-КНТУ)[31]
- 2018 — Олег Шкатула (Биотехком-КНТУ)[9]
- 2019 — Александр Сотириади (Биотехком-КНТУ)[34]

Лучший питчер
- 2011 — Иванович Александр (Минск)[23]
- 2016 — Дмитрий Лимаренко (Елизаветград)[8]
- 2017 — Георгий Гвритишвили (Биотехком-КНТУ)[31]

## Тренеры-победители
- 2005 — Юрий Бойко и Олег Бойко (КДТУ Кировоград)[12]
- 2006 — Юрий Бойко (КДТУ Кировоград)[13]
- 2007 — Юрий Бойко (КДТУ Кировоград)[14]
- 2008 — Олег Бойко (КДТУ Кировоград)[35]
- 2009 — Юрий Бойко (КНТУ-Елизаветград)[36]
- 2010 — Игорь Лукашевич (Брестские зубры)[37]
- 2013 — Юрий Бойко, Олег Бойко (КНТУ-Елизаветград)[38]
- 2018 — Юрий Бойко (Биотехком-КНТУ)[9]
- 2018 — Юрий Бойко (Биотехком-КНТУ)[34]